# Linderhof kastély
A Linderhof kastély (németül Schloss Linderhof) II. Lajos bajor király egyik kastélya, mely Dél-Bajorországban, az osztrák határ közelében található. Ez a legkisebb a három kastély közül, melyet a király magának építtetett.
Az épület a historizáló neorokokó stílusban készült, több építési fázisban, 1870-1886 között.
Az uralkodó által építtetett többi kastéllyal együtt 2025-ben felkerült az UNESCO világörökség listájára.
- A kastélyhoz tartozó barlang